# Gianluca Signorini
Gianluca Signorini (Pisa, 17 marzo 1960 – Pisa, 6 novembre 2002) è stato un calciatore italiano, di ruolo difensore.
Bandiera del Genoa, è ricordato dai tifosi genoani come Il Capitano. La stessa società ha ritirato la sua maglia numero sei dalla numerazione ufficiale.

## Caratteristiche tecniche
Ricopriva il ruolo di libero. Capace di difendere ma anche di salire a sostegno del centrocampo grazie alla sua visione di gioco, si distingueva per leadership e senso tattico, ai quali abbinava la giusta cattiveria agonistica. A cavallo tra gli anni ottanta e novanta fu tra i protagonisti del calcio italiano e del Genoa in particolare, con cui raggiunse le semifinali di Coppa UEFA nella stagione 1991-1992. Chiuso in Nazionale da difensori del calibro di Gaetano Scirea e Franco Baresi, viene tutt'oggi ricordato come uno dei migliori interpreti del ruolo sebbene non abbia raccolto grandi trionfi.

## Carriera

### Giocatore

Signorini alla Ternana nella stagione 1983-1984

Esordì nelle file del Pisa nel campionato di Serie C1. Successivamente giocò nel Pietrasanta, nel Prato, nel Livorno, nella Ternana e nella Cavese, prima di passare al Parma di Arrigo Sacchi.
Passò quindi alla Roma per 1,6 miliardi di lire. Nel 1988 si trasferì al Genoa, dove rimase per sette anni, diventandone capitano. Nel 1995 lascia il Genoa per trasferirsi al Pisa, contribuendo a riportare la squadra fra i professionisti nella stagione 1995-1996, a due anni dal fallimento.
Signorini vanta 201 presenze e 6 reti in Serie A, 72 presenze e 3 reti in Serie B, una promozione dalla Serie B alla Serie A e due dalla Serie C1 alla Serie B. Ha collezionato in totale 516 presenze con le squadre italiane.

### Dopo il ritiro
Smessa l'attività di calciatore, entra subito nello staff dirigenziale del Pisa in qualità di direttore sportivo. Nel febbraio 1998, a seguito dell'esonero di Roberto Clagluna affianca Alessandro Mannini alla conduzione tecnica della squadra.
Nel 1999 lascia il club nerazzurro per diventare responsabile del settore giovanile del Livorno e contestualmente si iscrive al corso di Coverciano per l'abilitazione ad allenatore professionista.

#### La malattia
Iniziata la carriera dirigenziale, scopre di essere affetto da sclerosi laterale amiotrofica (conosciuta anche come morbo di Lou Gehrig o SLA), malattia che conduce alla perdita progressiva e irreversibile del controllo dei muscoli scheletrici e quindi alla morte. Il 24 maggio 2001 fu organizzata a Genova una serata in suo onore per raccogliere fondi destinati alla ricerca sulla SLA. All'evento lo accompagnò tutta la sua famiglia e lo stadio Luigi Ferraris si riempì per onorare il capitano. Il suo ingresso in campo fu toccante e Signorini non poté trattenere le lacrime. Fu l'ultima apparizione pubblica di Signorini, che morì il 6 novembre 2002, all'età di 42 anni.
La sua maglia numero sei fu immediatamente ritirata dal Genoa e in seguito gli venne intitolato il campo di allenamento della squadra rossoblù, l'ex stadio Pio XII, situato nella Villa Lomellini Rostan nel quartiere genovese di Multedo. A Gianluca Signorini è intitolata anche la gradinata dello Stadio Arena Garibaldi-Romeo Anconetani di Pisa.
Il 4 febbraio 2023 il comune di San Giuliano Terme (PI) ha intitolato a Signorini la pista ciclo-pedonale nella frazione di Ghezzano, dove il campione ha vissuto gli ultimi anni di vita.
Anche il figlio Andrea (nato il 31 gennaio 1990) ha intrapreso la carriera di calciatore; cresciuto nelle giovanili del Genoa, milita nelle serie minori italiane.

## Statistiche

### Presenze e reti nei club
| Stagione        | Squadra         | Campionato      | Campionato | Campionato | Coppe nazionali | Coppe nazionali | Coppe nazionali | Coppe continentali | Coppe continentali | Coppe continentali | Altre coppe | Altre coppe | Altre coppe | Totale | Totale |
| Stagione        | Squadra         | Comp            | Pres       | Reti       | Comp            | Pres            | Reti            | Comp               | Pres               | Reti               | Comp        | Pres        | Reti        | Pres   | Reti   |
| --------------- | --------------- | --------------- | ---------- | ---------- | --------------- | --------------- | --------------- | ------------------ | ------------------ | ------------------ | ----------- | ----------- | ----------- | ------ | ------ |
| 1978-1979       | Pisa            | C1              | 2          | 0          | CI-C            | ?               | ?               | -                  | -                  | -                  | -           | -           | -           | 2+     | 0+     |
| 1979-1980       | Pietrasanta     | C2              | 29         | 1          | CI-C            | ?               | ?               | -                  | -                  | -                  | -           | -           | -           | 29+    | 1+     |
| 1980-1981       | Prato           | C1              | 26         | 0          | -               | -               | -               | -                  | -                  | -                  | -           | -           | -           | 26     | 0      |
| 1981-1982       | Livorno         | C1              | 32         | 3          | CI-C            | ?               | ?               | -                  | -                  | -                  | -           | -           | -           | 32+    | 3+     |
| 1982-1983       | Livorno         | C1              | 33         | 0          | CI-C            | ?               | ?               | -                  | -                  | -                  | -           | -           | -           | 33+    | 0+     |
| Totale Livorno  | Totale Livorno  | Totale Livorno  | 65         | 3          |                 | ?               | ?               |                    | -                  | -                  |             | -           | -           | 65+    | 3+     |
| 1983-1984       | Ternana         | C1              | 29         | 0          | CI-C            | ?               | ?               | -                  | -                  | -                  | -           | -           | -           | 29+    | 0+     |
| 1984-1985       | Cavese          | C1              | 29         | 0          | CI+CI-C         | 5+?             | 0+?             | -                  | -                  | -                  | -           | -           | -           | 34+    | 0+     |
| 1985-1986       | Parma           | C1              | 33         | 3          | CI+CI-C         | 5+?             | 0+?             | -                  | -                  | -                  | -           | -           | -           | 38+    | 3+     |
| 1986-1987       | Parma           | B               | 37         | 3          | CI              | 9               | 0               | -                  | -                  | -                  | -           | -           | -           | 46     | 3      |
| Totale Parma    | Totale Parma    | Totale Parma    | 70         | 6          |                 | 14+             | 0+              |                    | -                  | -                  |             | -           | -           | 84+    | 6+     |
| 1987-1988       | Roma            | A               | 29         | 0          | CI              | 7               | 0               | -                  | -                  | -                  | -           | -           | -           | 36     | 0      |
| lug.-set. 1988  | Roma            | A               | -          | -          | CI              | 2               | 0               | CU                 | 1                  | 0                  | -           | -           | -           | 3      | 0      |
| Totale Roma     | Totale Roma     | Totale Roma     | 29         | 0          |                 | 9               | 0               |                    | 1                  | 0                  |             | -           | -           | 39     | 0      |
| 1988-1989       | Genoa           | B               | 35         | 0          | CI              | 0               | 0               | -                  | -                  | -                  | -           | -           | -           | 35     | 0      |
| 1989-1990       | Genoa           | A               | 30         | 1          | CI              | 2               | 0               | -                  | -                  | -                  | CM          | 1           | 0           | 32     | 1      |
| 1990-1991       | Genoa           | A               | 29         | 0          | CI              | 3               | 0               | -                  | -                  | -                  | -           | -           | -           | 32     | 0      |
| 1991-1992       | Genoa           | A               | 33         | 1          | CI              | 5               | 0               | CU                 | 9                  | 0                  | -           | -           | -           | 47     | 1      |
| 1992-1993       | Genoa           | A               | 30         | 2          | CI              | 4               | 0               | -                  | -                  | -                  | -           | -           | -           | 34     | 2      |
| 1993-1994       | Genoa           | A               | 28         | 1          | CI              | 1               | 0               | -                  | -                  | -                  | -           | -           | -           | 29     | 1      |
| 1994-1995       | Genoa           | A               | 21+1       | 0          | CI              | 3               | 0               | -                  | -                  | -                  | -           | -           | -           | 25     | 0      |
| Totale Genoa    | Totale Genoa    | Totale Genoa    | 206+1      | 5+0        |                 | 18              | 0               |                    | 9                  | 0                  |             | 1           | 0           | 234    | 5      |
| 1995-1996       | Pisa            | CND             | 30         | 3          | CI-D            | ?               | ?               | -                  | -                  | -                  | -           | -           | -           | 30+    | 3+     |
| Totale Pisa     | Totale Pisa     | Totale Pisa     | 32         | 3          |                 | ?               | ?               |                    | -                  | -                  |             | -           | -           | 32+    | 3+     |
| Totale carriera | Totale carriera | Totale carriera | 516        | 18         |                 | 46+             | 0+              |                    | 10                 | 0                  |             | 1           | 0           | 573+   | 18+    |

## Palmarès

### Competizioni nazionali
- Campionato italiano di Serie B: 1

Genoa: 1988-1989

### Competizioni interregionali
- Campionato italiano Serie C1: 1

Parma: 1985-1986 (girone A)
- Campionato Nazionale Dilettanti: 1

Pisa: 1995-1996 (girone A)